# OpenZFS
OpenZFS est un projet visant à rassembler des particuliers et des entreprises qui utilisent le système de fichiers ZFS et travaillent à ses améliorations, dans le but  de rendre ZFS plus largement utilisé et développé de manière open source,,.
OpenZFS regroupe des développeurs des plates-formes illumos, Linux, FreeBSD et macOS, et un large éventail d'entreprises,. Les objectifs de haut niveau du projet comprennent la sensibilisation à la qualité, l'utilité et la disponibilité des implémentations open source de ZFS, la promotion d'une communication ouverte sur les efforts en cours pour améliorer les variantes open source de ZFS et la garantie d'une fiabilité, d'une fonctionnalité et d'une performance cohérentes pour toutes les distributions de ZFS.
Illumos, dérivé d'OpenSolaris, fournit du code source en amont pour d'autres implémentations ZFS. Bien qu'il existe diverses différences entre la base de code illumos ZFS et d'autres implémentations open source de ZFS, OpenZFS réduit stratégiquement les différences existantes liées à la plate-forme afin de faciliter le partage du code source.
Les membres fondateurs d'OpenZFS incluent Matt Ahrens, l'un des principaux architectes de ZFS.

## Histoire
Le système de fichiers ZFS a été initialement développé par Sun Microsystems pour le système d'exploitation Solaris. Le code source de ZFS a été publié en 2005 sous la licence commune de développement et de distribution (CDDL) dans le cadre du système d'exploitation OpenSolaris, et il a ensuite été porté sur d'autres systèmes d'exploitation et environnements.
Comme la FSF a déclaré une incompatibilité légale entre CDDL et GPL en 2005, l'implémentation par Sun du système de fichiers ZFS n'a pas été utilisée comme base pour le développement d'un module de noyau Linux; il n'a pas été fusionné dans la ligne principale du noyau Linux et les distributions Linux ne l'ont pas inclus en tant que module de noyau précompilé,. Comme solution de contournement, FUSE, un cadre qui permet aux systèmes de fichiers de s'exécuter dans l'espace utilisateur, a été utilisé sous Linux comme couche de séparation pour laquelle les problèmes de licence ne sont pas en vigueur, bien qu'avec un ensemble de problèmes dont une pénalité de performance. Cependant, la version d'avril 2016 d'Ubuntu 16.04 LTS inclut ZFS sous licence CDDL sous Linux en tant que module de noyau maintenu dans un projet distinct, en dehors de la ligne principale du noyau Linux, revendiquant la compatibilité de licence,,.
Voici une liste des événements clés du développement de ZFS et de ses différentes implémentations, conduisant à la création d'OpenZFS,::6,15
- 2001 : Le développement en source fermée de ZFS démarre avec deux ingénieurs de Sun Microsystems.
- 2005 : Le code source ZFS est sorti dans le cadre d'OpenSolaris.
- 2006 : Début du développement d'un port FUSE ZFS pour Linux .
- 2007 : Apple a commencé le portage de ZFS sur Mac OS X.
- 2008 : Un port pour FreeBSD a été publié dans le cadre de FreeBSD 7.0.
- 2008 : Début du développement d'un port Linux ZFS natif, connu sous le nom de ZFS sur Linux.
- 2009 : le projet ZFS d'Apple est fermé et le projet MacZFS continue de développer le code.
- 2010 : OpenSolaris a été abandonné, ce qui a pour conséquence que le développement de ZFS sur Solaris n'est plus open-source.
- 2010 : Illumos est fourchue de OpenSolaris comme son successeur open source[20],[21], et a continué à développer ZFS en plein air. Les ports de ZFS vers d'autres plates-formes ont continué d'attirer les changements en amont d'illumos.
- 2012 : Des indicateurs de fonctionnalité ont été introduits pour remplacer les anciens numéros de version sur disque, permettant une évolution distribuée plus facile du format sur disque ZFS pour prendre en charge de nouvelles fonctionnalités.
- 2013 : Coexistant avec la version stable de MacZFS, sa génération de prototype (connue sous le nom d'OpenZFS sur OS X ou O3X) utilise ZFS sur Linux comme nouvelle base de code en amont[22],[23].
- 2013 : La première version stable de ZFS sur Linux[24].
- 2013 : Annonce officielle d'OpenZFS en tant que projet cadre[4],[7]. De nouvelles fonctionnalités et correctifs sont régulièrement extraits d'OpenZFS depuis illumos et insérés dans tous les ports vers d'autres plates-formes, et vice versa[11].
- 2016 : Ubuntu 16.04 inclut par défaut la variante de système de fichiers ZFS open-source

## Voir également
- Btrfs : un système de fichiers copie sur écriture pour Linux ;
- HAMMER : un système de fichiers haute disponibilité pour DragonFly BSD ;
- WAFL : disposition des fichiers propriétaires de NetApp.